# Grenade à fragmentation Mk II
Pour les articles homonymes, voir Mark II.
 (décembre 2022).
Si vous disposez d'ouvrages ou d'articles de référence ou si vous connaissez des sites web de qualité traitant du thème abordé ici, merci de compléter l'article en donnant les références utiles à sa vérifiabilité et en les liant à la section « Notes et références ».
La grenade à fragmentation Mk II est, de la fin de la Première Guerre mondiale à la fin des années 1960, la grenade à main standard des forces armées des États-Unis.

## Historique
En 1917, lors de l'entrée en guerre des États-Unis aux côtés des Alliés, l'armée de ce pays n'existait qu'à l'état embryonnaire, mal organisée et mal équipée. Le président Woodrow Wilson chargea le commandant de la Force Expéditionnaire Américaine, le général John J. Pershing, de structurer l'armée de terre de sorte qu'elle corresponde aux conditions nécessaires pour une armée moderne et combattant un ennemi mieux organisé. Cet état de sous-organisation découlait du fait que cette nation n'était jamais intervenue dans un conflit important hors du continent américain. À leur arrivée sur le continent européen, les troupes de l'US Army sont obligées d'utiliser le matériel produit par les Britanniques et les Français, faute de matériel propre adapté, par exemple le fusil anglais Lee-Enfield Mk1, le fusil-mitrailleur français Chauchat, les grenades britanniques Mills Bomb, françaises F-1 et Foug citron.
Devant ce dénuement, les ingénieurs américains mettent au point, trop rapidement, une grenade à main d'un modèle exigeant beaucoup trop de manipulations pour être utilisée efficacement dans les conditions du front : il faut la dégoupiller, retirer le couvre-amorce métallique puis faire pivoter latéralement la cuillère de 45° pour libérer le percuteur avant de la lancer. De plus, le délai entre l'amorçage et l'explosion était de 7 secondes, temps trop long permettant aux Allemands de la renvoyer dans les lignes alliées. Cette première grenade était la Mk I, ou Mark I (Modèle No 1), construite en fer coulé et munie d'un mécanisme d'allumage automatique ressemblant de façon frappante à l'allumeur français Henri Leblanc 1917, qui fonctionne sur le principe de la souricière (Mouse trap en anglais). À noter qu'on n'a jamais pu déterminer avec certitude quel type d'allumeur a été copié sur l'autre.

|                               |  |                                                                                                |
| Grenade à Fragmentation Mk I. |  | Bouchon allumeur français H.Leblanc Mod.1917, qui n'a jamais été retenu par l'armée française. |

En plus d'être trop complexe à mettre en œuvre, la Mk I présente des défauts de conception, entre autres la pré-fragmentation du corps en fer moulé. Cette pré-fragmentation externe comportait 4 rangées sur 8 colonnes (32 éclats théoriques), mais le fait que le corps se brise à l'explosion en faisait une arme assez inefficace : elle produisait peu d'éclats et ce de manière fort aléatoire. Les Mk I sont mises à disposition des unités US sur le Front de la Marne, mais, en raison de leurs défectuosités conceptuelles, très peu ont été utilisées. Les ingénieurs militaires, conscients de leur échec, retravaillent le corps de cette grenade et son système d'allumage. Leurs travaux aboutissent en 1918 sur la grenade Mk II. Cette seconde grenade, nettement plus efficace, devient la grenade à main standard de l'armée des États-Unis et d'autres pays après la Première Guerre mondiale. On peut officiellement dater l'apparition de la Mk II lorsque le corps de la grenade fut pré-fragmenté en 8 colonnes sur 5 rangées (40 éclats théoriques) et que l'allumeur fut simplifié : disparition de la cuillère fixe à pivot et du couvre-amorce, le tout étant remplacé par un ensemble unique où la cuillère était solidaire avec le couvre-amorce, et était éjectée lors du lancer. Le délai entre l'amorçage et l'explosion fut réduit à 5 secondes. Les premières Mk II possédaient une cuillère plus courte que les modèles courants.

### La grenadeMk IId'avant 1942
L'évolution de l'arme se poursuit durant l'entre-deux-guerres, et ce jusqu'à la fin de sa carrière (officiellement en 1967). 
|                                         |  |  |
| Fonds de grenades Mk II d'avant guerre. |  |  |

Les Mk II d'avant 1942 sont peintes en jaune si elles contiennent une charge d'explosif et sont prévues pour usage en combat, et en rouge pour les grenades inertes utilisées pour l'entraînement et la formation (en bleu aux États-Unis). Ce type de Mk II doit encore être rempli d'explosif par le fond, qui est refermé par une vis alors que le système allumeur/détonateur est déjà en place. Ce fut le cas tant que l'on a utilisé des allumeurs de type anciens.
Les Mk II sont peintes en jaune pour indiquer à la fois qu'elles sont à fragmentation et de type explosif (HE = Highly Explosive, « hautement explosif »). L'évolution de la forme du corps entre les années 1930 et 1940 est perceptible, comme le montrent les photos ci-dessous.
|                                    |  |                                         |
| Mk II datant des années 1930-1935. |  | Mk II datant de la fin des années 1930. |

### La grenadeMk IIdurant la Seconde Guerre Mondiale et après

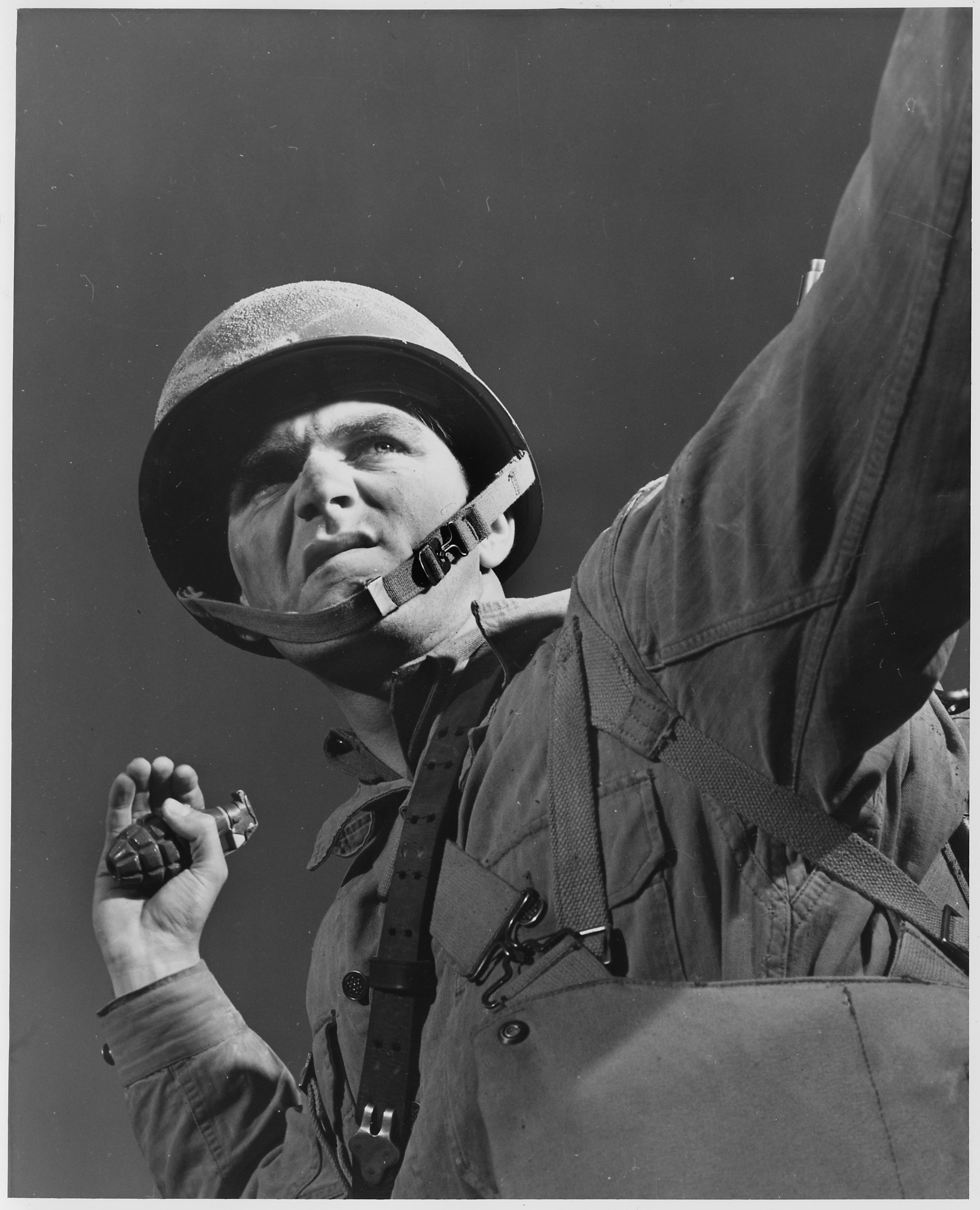
GI s’entraînant au lancé de grenade.

Le 7 décembre 1941, le Japon attaque la base de Pearl Harbor et provoque l'entrée en guerre des États-Unis. Durant le mois de décembre 1941 et presque toute l'année 1942, le Japon balaie les positions américaines dans le Pacifique.
Lors de combats acharnés (notamment aux Philippines, dans la presqu'île de Bataan), les soldats américains remarquent que la peinture jaune utilisée sur leurs grenades Mk II, combinée au climat chaud et humide, favorise la prolifération de moisissures qui altèrent le fonctionnement, provoquant dégagement de fumée et bruits fusants. Ces défauts permettent aux soldats nippons de localiser la grenade avant qu'elle n'explose et de la renvoyer dans les lignes ennemies.
À l'époque, les Mk II sont dotées d'allumeurs/détonateurs de la série M10A1 et M10A2. À partir de la bataille de Guadalcanal, les Mk II sont progressivement repeintes en Olive Drab (vert olive), ne conservant qu'un anneau jaune peint autour du col du corps de grenade pour indiquer qu'elles sont chargées d'explosif. Les anciens allumeurs sont également remplacés par ceux des séries M10A3 et M200, nettement moins sensibles aux moisissures, rendant leur localisation plus difficile. C'est aussi à cette époque qu'apparaissent les premiers corps de grenade en fer moulé d'un seul bloc, sans vis de remplissage dans le fond, les nouveaux types d'allumeurs permettant de remplir le corps de grenade d'explosif par le col où il sera vissé. Au début de la Seconde Guerre mondiale, le manque de trinitrotoluène (TNT) contraint à utiliser des charges de 23 grammes de  nitrate d'amidon.
|                                             |  |                                                      |
| Mk II-A1 dotée d'un bouchon allumeur M10A3. |  | Mk II-A1 dotée d'un bouchon allumeur M10A3 sécurisé. |

Au fur et à mesure de l'évolution de la guerre et de l'expansion de l'industrie de guerre des États-Unis, le TNT granulé est de plus en plus utilisé, ainsi que d'autres explosifs plus puissants et à l'efficacité accrue par l'ajout de composés pyrotechniques tel que le tétryl ou la poudre d'aluminium. D'autres types d'allumeurs/détonateurs voient aussi le jour, ne dégageant ni bruit, ni fumée (entre autres, la série des M6). Les nouveaux types de corps de grenade sans vis de remplissage fait naître l'appellation officieuse MkII-A1, bien qu'on n'en trouve pas trace dans les documents émanant du gouvernement fédéral des États-Unis. Les corps des allumeurs/détonateurs de cette époque sont construits en alliage léger à base de zinc et d'antimoine, l'aluminium étant alors réservé, de par sa rareté, sa difficulté de production et son prix élevé, à la production aéronautique. 
Les soldats avaient aussi la possibilité de se servir de la grenade Mk II comme d'une mine en remplaçant la "cuillère" par un allumeur piège M1 par exemple.

### La sécurisation de l'allumeur
| |  |                                                         |
| Vue agrandie sur le pivot de sécurité, empêchant la cuillère de glisser une fois la goupille arrachée. |  | Grenade Mk II finale, utilisée en Corée et au Viêt Nam. |

Le système souricière provoquait parfois des accidents mortels pour les lanceurs de grenade : en effet, une fois la goupille arrachée, la cuillère avait tendance, poussée par le percuteur et son ressort, à sortir de son emplacement sans que le lanceur ne s'en rende compte et ainsi amorcer la grenade à son insu, provoquant une explosion prématurée. Ce système était la cause d'accidents depuis sa création, 25 ans plus tôt. Il fut contrecarré très simplement, en prolongeant l'axe du pivot du percuteur de 2 millimètres de chaque côté et en y usinant un côté plat. Ce dispositif empêche alors la cuillère de sortir de son logement avant que le lanceur ne la lâche. Vers la fin de la guerre apparaît la série des allumeurs M204, sur lesquels le système d'amorçage est le même que sur les grenades modernes, rendant obsolète le dispositif précédent. La Mk II sert encore durant la guerre de Corée et au début de la guerre du Viêt Nam.

### La dernière variété deMk IId'entraînement produite (M-21 RFX)

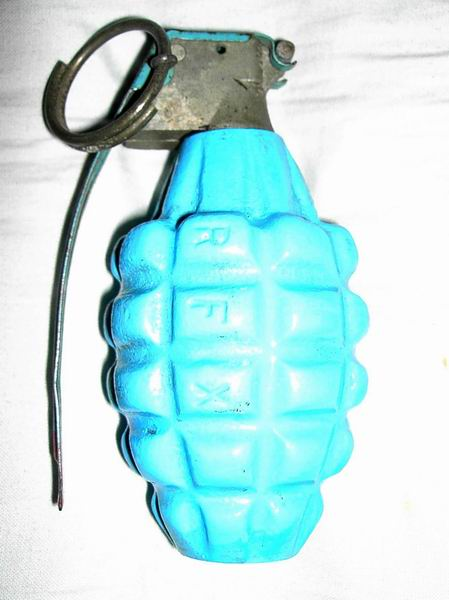
Grenade d'exercice M21-RFX.

En 1953, la dernière variété d'entraînement de la grenade Mk II voit le jour sous l'appellation de M-21.
Le corps de cette grenade est ouvert au fond, obturé seulement par un morceau de bois ou de liège, et son dessin est différent des autres modèles de Mk II (elle est plus arrondie). Elle est produite par la firme Richmond Foundry & Mgf. Co. Inc. de Richmond et marquée des lettres RFX. Depuis la naissance de l'OTAN, les armes d'exercice sont peintes en bleu dans tous les pays membres de l'organisation. L'allumeur est un M205A1 réutilisable (l'amorce ainsi que l'ensemble fusant/détonateur à puissance réduite pouvant être changés après chaque exercice). Cette variété est la dernière vraie version de la Mk II produite, et beaucoup d'imitations de la grenade Mk II sont produites à partir de ce modèle, vendues à des prix prohibitifs comme d'authentiques pièces de collection, alors qu'elles sont généralement des copies très grossières et qu'aucun allumeur de Mk II n'est adaptable dessus, le filetage ne correspondant pas.

## Conclusion
La grenade Mk II reste une des grenades les plus célèbres au monde, sa longévité exceptionnelle n'étant dépassée que par celle de la Mills Bomb britannique. Actuellement, elle est complètement obsolète militairement. Ses gros éclats, pouvant être mortels dans un rayon de 50 mètres, ne sont plus adaptés à la guerre moderne où l'on cherche plus à blesser un combattant ennemi qu'à le tuer, pour la simple raison qu'il faut au moins deux hommes pour s'occuper d'un blessé, et qu'un blessé a un coût pour l'ennemi bien plus élevé qu'un mort. Elle n'en demeure pas moins une des plus recherchées par les collectionneurs, considérée par beaucoup d'entre eux comme une des plus belles grenades jamais produites.